# Elsa Fábregas
Elsa Fábregas (Buenos Aires, 30 de junio de 1921 - Barcelona, 21 de diciembre de 2008) fue una actriz de doblaje argentina-española.

## Trayectoria profesional
Ha sido una de las actrices de doblaje más importantes y reconocidas en España[cita requerida]. Su primera intervención en un doblaje fue en 1935 en la película El pequeño Jacques.
Voz habitual de varias de las grandes actrices de la época dorada de Hollywood (entre otras Doris Day, su preferida, o Katharine Hepburn), quizás su aportación más emblemática es en el doblaje del personaje Escarlata O'Hara de Vivien Leigh en la película Lo que el viento se llevó, realizado entre finales de 1938 y principios de 1939. Setenta y tres años de profesión en el mundo del doblaje.
Otros grandes papeles fueron el de Judy Garland en El mago de Oz, Rita Hayworth en Gilda (1945), Gloria Swanson en El crepúsculo de los dioses (1952), Bette Davis en ¿Qué fue de Baby Jane? o Eleanor Parker en Cuando ruge la marabunta (1954).
También ha doblado habitualmente a otras actrices como Faye Dunaway, Shirley MacLaine, Sophia Loren, Gena Rowlands, Mary Ure, Angie Dickinson, Maggie Smith, Doris Day, Vivien Leigh, Maureen O'Hara, Gena Rowlands, Anouk Aimée, Eve Arden, Lauren Bacall, Anne Bancroft, Anne Baxter, Ingrid Bergman, Joan Blondell, Julie Christie, Susan Clark, Bette Davis, Yvonne De Carlo, Olivia de Havilland, Judi Dench, Angie Dickinson, Olympia Dukakis, Ava Gardner, Judy Garland, Susan Hayward, Katharine Hepburn, Angela Lansbury, Janet Leigh, Myrna Loy, Lois Maxwell, Melína Merkoúri, Sarah Miles, Vera Miles, Jeanne Moreau, Lilli Palmer, Eleanor Parker, Jean Peters, Joan Plowright, Vanessa Redgrave, Debbie Reynolds, Gena Rowlands, Eva Marie Saint, Lana Turner, Liv Ullmann, Shelley Winters y Joanne Woodward. También ha doblado en la televisión y en la animación como a la bruja aburrida en Las tres mellizas en la versión catalana. Participó en más de 1500 doblajes. 
Era sobrina del actor teatral y de doblaje español Emilio Fábregas.